# Svarttjärnen (Bollnäs socken, Hälsingland, 677568-151853)
Svarttjärnen är en sjö i Bollnäs kommun i Hälsingland och ingår i Testeboåns huvudavrinningsområde.